# Vicente Bueso Aragonés
Vicente Bueso Aragonés (la Vall d'Uixó, 28 de juny de 1947) és un farmacèutic i polític valencià, diputat a les Corts Valencianes en la II Legislatura.
Llicenciat en farmàcia fou elegit diputat per la província de Castelló dins les llistes del Centro Democrático y Social a les eleccions a les Corts Valencianes de 1987. Fou membre de la Comissió d'Economia, Pressupostos i Hisenda i de la Comissió d'Agricultura, Ramaderia i Pesca de les Corts Valencianes.
A les eleccions de 1991 no va ser reelegit i continuà exercint la seva professió de farmacèutic.